# Glomeridesmus centralis
Glomeridesmus centralis är en mångfotingart som beskrevs av Chamberlin 1922. Glomeridesmus centralis ingår i släktet Glomeridesmus och familjen Glomeridesmidae. Inga underarter finns listade i Catalogue of Life.